# Възлюбените (филм)
Възлюбените (на испански: Los bienamados) е мексикански драматичен филм от 1965 г., състоящ се от две части, базиран на разказите Тахимара от Хуан Гарсия Понсе и Една чиста душа от Карлос Фуентес.
В действителност филмът е компилация от едноименните среднометражни филми, режисирани съответно от Хуан Хосе Гурола и Хуан Ибаниес, които първоначално са част от антологичния филм Любов, любов, любов (1965), но заради дългата продължителност на последния, продуцентът Мануел Барбачано Понсе решава да ги отдели и след това да ги съедини и представи като независим филм, с оглед на търговската му премиера.

## Сюжет
Филмът разказва две истории за невъзможността на любовта в съвременен свят, изпълнен с разочарование.
Първа част – Тахимара
- Режисьор: Хуан Хосе Гурола
- Сценаристи: Хуан Гарсия Понсе и Хуан Хосе Гера, базирани на едноименната история от Гарсия

Роберто е 25-годишен преводач на свободна практика, който в резултат на срещата си със Сесилия, негова бивша приятелка от юношеството, започват да разсъждават за разочарованията си в любовта и сексуалния опит. Той се възползва от факта, че Сесилия се е развела с Гилермо (техен общ приятел, с когото Сесилия е загубила девствеността си и в крайна сметка се омъжила за него), опитвайки се да бъде интимен с нея, но без да се стига до крайности.
В същото време публиката научава от Роберто историята на Карлос и Хулия, които са брат и сестра, непредубедени художници, които поддържат повече от братски и артистични отношения, като живеят и работят заедно в пъстрото и отдалечено място, наречено Тахимара. По този начин и двете двойки се опитват да поддържат съответните си отношения, но в замяна малко по малко Тахимара в крайна сметка ще се превърне в тяхната лебедова песен, когато след едно от многото партита, които се провеждат там, Сесилия решава да изостави Роберто, за да се върне при бившия си съпруг, а на свой ред Карлос се отказва от живота си с Хулия поради нейния леко прибързан брак с приятеля ѝ.
По този начин, докато зрителите виждат щастливата Хулия на сватбата си, замисленият Карлос напуска църквата, а Роберто се възползва от възможността дискретно да напусне църквата.
Втора част – Една чиста душа
- Режисьор: Хуан Ибаниес
- Сценаристи: Карлос Фуентес и Хуан Гарсия Понсе, базирани на едноименната история от Фуентес

Хуан Луис е студент от висшата класа, който, за да избяга от досадния живот на син на милионер и особено от все по-опасната връзка извън братската природа, която има със сестра си Клаудия, решава да започне работа в централата на ООН. След като се установява в Ню Йорк, животът на Хуан Луис продължава без много изненади между работата му, следването и от време на време романтика, докато един ден той се запознава с Клара, красива млада жена, която има изненадваща физическа прилика с Клаудия, и двамата скоро стават любовници, така че той накрая се дистанцира от нея заради приликата със сестра му.
Нещата обаче се усложняват за двойката, когато Клара забременява, тъй като, въпреки че Хуан Луис е готов да се ожени, баща му го лишава от наследство и страхувайки се за бъдещето си, предлага на Клара да абортира. Клара се съгласява, но с течение на времето тя потъва в голяма депресия, която я води до самоубийство и зрителите виждат, че при смъртта си тя изпуска писмо от ръцете си. Когато Хуан Луис отива да види трупа на жена си, той е шокиран да открие това писмо сред вещите и чувствайки се виновен за нейната смърт, отнема живота си.
Малко след това Клаудия пътува до Ню Йорк, за да репатрира тялото на брат си и докато чака полета обратно до град Мексико, среща възмутения баща на Клара, който дава на Клавдия писмото и от репликите му зрителят научава, че същото е написано от самия Хуан Луис до Клара преди самоубийството ѝ, така че, докато се качва на самолета, Клаудия се пита дали непряко е причинила и двата смъртни случая, като след това къса писмото, без да го чете и го хвърля на пода.

## Актьори
Част от актьорския състав:
Първа част – Тахимара
- Пилар Пелисер – Сесилия
- Клаудия Обрегон – Роберто
- Пикси Хопкин – Хулия
- Маурисио Дейвидсън – Карлос
- Беатрис Шеридан – Клара
- Луис Ломели – Гилермо
- Сусана Фишер – Сесилия (тийнейджърка)
- Тамара Гарина – Гост на партито
- Хоакин Хирау – Роберто (тийнейджър)
- Хосе Алонсо – Гилермо (тийнейджър)
- Томас Сеговия – Приятелят на Хулия
- Елда Лондоньо – Учителката на Сесилия
- Лусия Гилмайн – Гост на партито
- Хуан Ферара – Гост на партито

Втора част – Една чиста душа
- Енрике Роча – Хуан Луис
- Арабела Арбенс – Клаудия / Клара
- Леонора Карингтън – Майката на Клаудия и Хуан Луис
- Алдо Моранте – Бащата на Клаудия и Хуан Луис
- Мона Мул
- Виктория Нюстън
- Виет Гентри – Бащата на Клара
- Долорес Линарес – Проститутка
- Памела Хол
- Карлос Монсивайс
- Карол Саутерн – Джейн
- Оливия Делгадо
- Хуан Гарсия Понсе
- Джак Ричардсън
- Еди Торес
- Адил